# 中国印刷有限公司
中国印刷有限公司（简称中印公司）是中国出版印刷领域的一家大型国有企业，由国务院国有资产监督管理委员会担任出资人进行管理，2003年2月成立，旗下有多家子公司。其前身是中国印刷总公司、中国印刷物资总公司和中国印刷科学技术研究所等机构。公司目标是建设印刷生产、科研、物流一体化的现代化大型印刷集团，是央企中唯一从事印刷及相关业务的国有大型企业。
国务院国资委2012年5月10日宣布，中国印刷集团公司正式划入国新公司管理，成为其全资子企业。这是自国新公司成立以来收编的第二家央企。自此，国资委下辖的中央企业数量缩减至117家。

## 业务
- 印刷包装加工
  - 北京新华印刷有限公司
  - 中印南方印刷有限公司
  - 美航快速彩色印刷有限公司
  - 中印集团数字印务有限公司
- 器材生产销售
  - 北京科印近代印刷技术有限公司
  - 中印印刷器材有限公司
  - 文字六零五厂
  - 北京中印周晋科技有限公司
  - 三河星光印刷材料有限公司
- 印刷物质贸易
  - 中印物资贸易有限公司
- 出版文化传媒
  - 北京科印传媒文化有限公司
- 图书发行文化
  - 中印集团文化有限责任公司
- 印刷科研开发
  - 中国印刷科学技术研究所